# 拜特倫內閣
拜特倫內閣是霍爾蒂時期第三屆內閣，於1921年4月14日至1931年8月24日期間領導著匈牙利。也是霍爾蒂時期唯一一屆十年以上的時間內主導了國家的政府，直到因為大規模的經濟全球性危機而倒台。

## 任內政策
在第一次世界大戰後，匈牙利的經濟崩潰，特里亞農條約使匈牙利失去了超過2/3的領土，包括最重要的礦業中心。在蘇維埃共和國的垮臺後，社會民主主義者胡薩爾·卡羅伊與國家保守主義者霍爾蒂·米克洛什陸續在協約國支持下掌權，先後出現了短時間內執政四個政府（弗烈德里西、胡薩爾、西蒙尼-塞馬當、泰萊基）。最終，在1921年4月14日，霍爾蒂將軍任命拜特倫·伊斯特萬伯爵為總理。1921年10月，儘管拜特倫懷有合法主義（即支持哈布斯堡王朝後人而非霍爾蒂出任君主）情感，但他在布達厄爾什戰役中阻止了查理四世國王的第二次回歸，然後進行了哈布斯堡王朝的廢黜。隨後，在20世紀20年代，拜特倫政府多次不得不與合法主義者的批評作鬥爭，其中一些在議會中發表了自己的聲音。
拜特倫將主要任務視為經濟和社會的穩定（因此被稱為“大穩定者”）。甚至在1921年，他秘密與社會民主黨達成了協議。根據被稱為拜特倫-佩耶爾協定的協議，社會主義者停止了反對當局的鼓動和組織大規模罷工（這在很大程度上有助於平息輿論，同時加速了經濟的復甦），作為交換，他們可以再次合法運作，並且在選舉中也可以再次參選（從此之後，他們在立法機關和地方政府中都有了穩定的席位。政府於1924年成立了匈牙利國家銀行，並從國際聯盟獲得了2.5億克朗的貸款。1927年1月1日，他引入了彭戈，並制定了新的關稅制度。此後，他實施了強制性的養老金和醫療保險。在文化部長克萊俾斯伯格·庫諾的幫助下，他改革了教育、文化和研究機構。
在外交政策方面，他將特里亞農條約的修改視為首要任務。儘管他不能正式支持，但他竭盡全力利用1921年正在進行的西匈牙利起義，該起義的結果是對索普龍及其周邊地區進行民意調查，最終使該地區留在了匈牙利。在這一事件的激勵下，1922年科爾察和索莫羅茲首先通過當地公投回到匈牙利，然後在1923年初，另外十個村莊也通過地方公投從奧地利回到匈牙利。
他努力減少德國和俄羅斯的影響，因此努力與英國和意大利建立良好關係。1925年，他的這一努力受到法郎偽造醜聞的嚴重衝擊，這給國家帶來了嚴重的聲譽損失，尤其是在發現拜特倫對這一活動有所了解後。儘管他提出辭職，但霍爾蒂成功地說服拜特倫繼續他的工作。1927年，他與意大利簽署了匈牙利-意大利友好條約。
1929年爆發的經濟大蕭條迫使拜特倫實施緊縮措施，部分不得不引入配給制度（例如糧票），這導致他的支持率不斷下降。儘管他贏得了1931年的選舉，獲得繼續執政資格，但在議會重組僅兩個月後，即在1931年8月底，他辭去了總理職務。

## 內閣成員
| 首相           |  |                                           |                |                |                    |
| 首相           |  | 拜特倫·伊斯特萬 （統一黨 (匈牙利)）       | 1921年4月14日  | 1931年8月24日  |                    |
| 內政部長       |  |                                           |                |                |                    |
| 第一任         |  | 拉岱·吉迪恩 （基督教國家統一黨）          | 1921年4月14日  | 1921年12月3日  |                    |
| 第二任         |  | 克萊貝爾斯伯格·庫諾 （統一黨 (匈牙利)）   | 1921年12月3日  | 1922年6月6日   |                    |
| 第三任         |  | 拉科夫斯基·伊凡 （統一黨 (匈牙利)）       | 1922年6月6日   | 1926年10月15日 | 因偽造法郎事件下台 |
| 第四任         |  | 西托夫斯基·貝洛 （統一黨 (匈牙利)）       | 1926年10月15日 | 1931年8月24日  |                    |
| 外交部長       |  |                                           |                |                |                    |
| 第一任         |  | 班菲·米克洛斯 （無黨籍）                  | 1921年4月14日  | 1922年12月19日 |                    |
| 第二任         |  | 達瓦魯里·蓋扎 （無黨籍）                  | 1922年12月19日 | 1924年10月7日  |                    |
| 第三任         |  | 拜特倫·伊斯特萬 （統一黨 (匈牙利)）       | 1924年10月7日  | 1925年3月17日  |                    |
| 第四任         |  | 沃科·拉約什 （統一黨 (匈牙利)）           | 1925年3月17日  | 1930年12月9日  |                    |
| 第五任         |  | 卡羅伊·久洛 （統一黨 (匈牙利)）           | 1930年12月9日  | 1931年8月24日  |                    |
| 國防部長       |  |                                           |                |                |                    |
| 第一任         |  | 貝歷茨卡·桑多爾 （無黨籍）                | 1921年4月14日  | 1923年6月8日   |                    |
| 第二任         |  | 洽基·卡羅伊 （無黨籍）                    | 1923年6月28日  | 1929年10月10日 |                    |
| 第三任         |  | 根伯什·久洛 （無黨籍）                    | 1929年10月10日 | 1932年11月1日  |                    |
| 財政部長       |  |                                           |                |                |                    |
| 第一任         |  | 赫格杜斯·洛蘭特 （無黨籍）                | 1921年4月14日  | 1921年9月27日  |                    |
| 第二任         |  | 海格紹米·拉約什 （基督教國家統一黨）      | 1921年9月27日  | 1921年10月4日  |                    |
| 第三任         |  | 拜特倫·伊斯特萬 （統一黨 (匈牙利)）       | 1921年10月4日  | 1921年12月3日  |                    |
| 第四任         |  | 卡拉伊·蒂博爾 （統一黨 (匈牙利)）         | 1921年12月3日  | 1924年2月20日  |                    |
| 第五任         |  | 沃科·拉約什 （統一黨 (匈牙利)）           | 1924年2月20日  | 1924年3月25日  |                    |
| 第六任         |  | 弗里傑什·科拉尼 （統一黨 (匈牙利)）       | 1924年3月25日  | 1924年11月15日 |                    |
| 第七任         |  | 巴德·亞諾什 （統一黨 (匈牙利)）           | 1924年11月15日 | 1928年9月5日   |                    |
| 第八任         |  | 小韋克勒·桑多爾 （統一黨 (匈牙利)）       | 1928年9月5日   | 1931年8月24日  |                    |
| 教育及宗教部長 |  |                                           |                |                |                    |
| 第一任         |  | 瓦什·約瑟夫 （統一黨 (匈牙利)）           | 1921年4月14日  | 1922年6月16日  |                    |
| 第二任         |  | 克萊貝爾斯伯格·庫諾 （統一黨 (匈牙利)）   | 1922年6月16日  | 1931年8月24日  |                    |
| 農業部長       |  |                                           |                |                |                    |
| 第一任         |  | 薩博·伊斯特萬 （全國小地主與農民黨）      | 1921年4月14日  | 1921年12月3日  |                    |
| 第二任         |  | 梅爾·亞諾什 （全國小地主與農民黨）        | 1921年12月3日  | 1922年6月16日  |                    |
| 第三任         |  | 薩保·伊斯特萬 （統一黨 (匈牙利)）         | 1922年6月16日  | 1924年10月14日 |                    |
| 第四任         |  | 拜特倫·伊斯特萬 （統一黨 (匈牙利)）       | 1924年10月14日 | 1924年11月15日 |                    |
| 第五任         |  | 梅爾·亞諾什 （統一黨 (匈牙利)）           | 1924年11月15日 | 1931年8月24日  |                    |
| 人民福利部長   |  |                                           |                |                |                    |
| 第一任         |  | 貝爾諾拉克·南多爾 （基督教國家統一黨）    | 1921年4月14日  | 1922年6月16日  |                    |
| 第二任         |  | 瓦什·約瑟夫 （統一黨 (匈牙利)）           | 1922年6月16日  | 1930年9月8日   |                    |
| 第三任         |  | 桑多爾·恩斯特 （基督教經濟與社會黨）      | 1930年9月8日   | 1931年8月24日  |                    |
| 司法部長       |  |                                           |                |                |                    |
| 第一任         |  | 托爾洽尼-衛末什·帕爾 （基督教國家統一黨） | 1921年4月14日  | 1922年6月16日  |                    |
| 第二任         |  | 達瓦魯里·蓋扎 （無黨籍）                  | 1922年6月16日  | 1923年6月11日  |                    |
| 第三任         |  | 埃彌爾·納吉 （統一黨 (匈牙利)）           | 1923年6月11日  | 1924年2月21日  |                    |
| 第四任         |  | 拜特倫·伊斯特萬 （統一黨 (匈牙利)）       | 1924年2月21日  | 1924年3月13日  |                    |
| 第五任         |  | 帕斯蒂·帕爾 （統一黨 (匈牙利)）           | 1924年3月13日  | 1929年1月8日   |                    |
| 第六任         |  | 茲特維·蒂博爾 （統一黨 (匈牙利)）         | 1929年1月8日   | 1932年10月1日  |                    |
| 不管部長       |  |                                           |                |                |                    |
| 第一任         |  | 泰爾菲·貝洛 （無黨籍）                    | 1921年12月3日  | 1922年10月17日 | 實際上管理食品安全 |

1. ↑  https://web.archive.org/web/20131028105758/http://www.polhist.hu/index.php?option=com_jevents&task=icalrepeat.detail&evid=142&Itemid=4&year=2011&month=12&day=22&uid=393fc05fecd45d2de47799a482a534c6
2. ↑  Gyula Rádóczy; Géza Tasnádi (1992). Magyar papírpénzek 1848-1992 (Hungarian paper money 1848-1992). Danubius Kódex Kiadói Kft. ISBN 963-7434-11-9.
3. ↑  Károly Leányfalusi; Ádám Nagy (1998). Magyarország fém- és papírpénzei 1926-1998 (Coins and paper money of Hungary 1926-1998). Magyar Éremgyűjtők Egyesülete, Budapest. ISBN 963-03-6023-3.
4. ↑  .   [2024-02-16]. （原始内容存档于2023-08-25）.
5. ↑  Hekler Antal: Gróf Klebelsbeerg Kuno. Napkelet, 1932./11. Magyar Irodalmi Társaság, Budapest, 1932.
6. ↑  1921 – A Nagy Újrakezdés. Szerk. Hermann Róbert, Ligeti Dávid. Budapest, Országház Könyvkiadó, 2023.